# Norton A. Schwartz

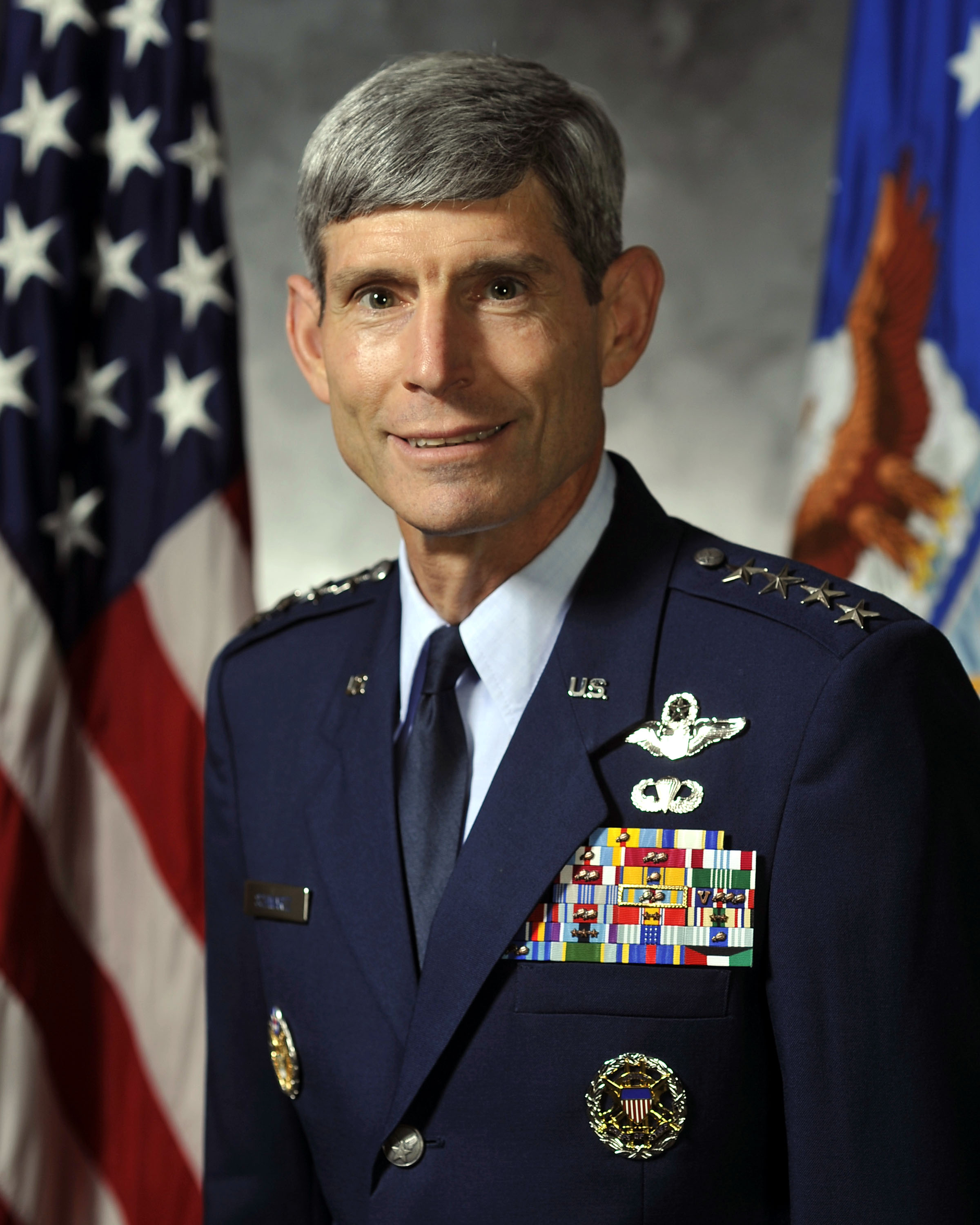
General Norton A. Schwartz

Norton A. Schwartz (* 14. Dezember 1951 in Toms River, New Jersey) ist ein ehemaliger General der US Air Force. Er war vom 12. August 2008 bis zum 10. August 2012 der 22. Chief of Staff of the Air Force.

## Ausbildung
Schwartz schloss 1973 die US Air Force Academy in Colorado Springs, Colorado mit einem Bachelor in Politikwissenschaft ab. 1977 absolvierte er die Staffeloffizierschule auf der Maxwell Air Force Base in Alabama und erlangte 1983 einen Master of Business Administration der Central Michigan University in Mount Pleasant. Ein Jahr später, 1984, absolvierte er das Armed Forces Staff College in Norfolk, Virginia und 1989 das National War College in Fort Lesley J. McNair in Washington, D.C.

## Militärische Laufbahn
Nachdem Schwartz 1973 die Akademie abgeschlossen und sein Offizierspatent als Second Lieutenant erhalten hatte, wurde er ein Jahr lang zur Pilotenausbildung auf die Laughlin Air Force Base in Texas abkommandiert. Von 1974 bis 1975 erhielt er die Ausbildung auf der C-130 „Hercules“ auf der Little Rock Air Force Base und diente von 1975 bis 1977 als First Lieutenant und Pilot einer C-130E „Hercules“ in der 776. und 21. taktischen luftbeweglichen Staffel auf der Clark Air Base auf den Philippinen. Von 1977 bis 1979 war Captain Schwartz Flugprüfer für C-130E/H „Hercules“ in der 61. taktischen luftbeweglichen Staffel auf der Little Rock Air Force Base in Arkansas. Danach wurde er bis 1980 als Referendar zum Air Staff Training Program in das Büro des stellvertretenden Stabschefs für Pläne, Operationen und Bereitschaft ins Hauptquartier der US Air Force nach Washington, D.C. versetzt. Von 1980 bis 1983 war er wieder Flugprüfer für MC-130E in der 8. Sondereinsatzstaffel auf dem Hurlburt Field in Florida, wo er 1982 auch zum Major befördert wurde. Nach seinem Aufenthalt am Armed Forces Staff College wurde er 1984 wieder nach Washington (D.C.) ins US-Air-Force-Hauptquartier in das Direktorat für Pläne versetzt. 1985 wurde er zum Lieutenant Colonel befördert.
Von 1986 bis 1988 war Schwartz Kommandeur der 36. taktischen luftbeweglichen Staffel auf der McChord Air Force Base. Nachdem er das National War College absolviert hatte, wurde er 1989 Direktor für Pläne und Strategien des Special Operations Command Europe, der Sondereinsatzkomponente des US European Command, in den Patch Barracks in Stuttgart-Vaihingen. Von 1991 bis 1993 diente Schwartz, 1991 zum Colonel befördert, als stellv. Kommandeur und Kommandeur der 1st Special Operations Group auf Hurlburt Field. Von 1993 bis 1995 war erst stellv. Direktor für Operationen und danach stellv. Direktor für Truppen im Büro des stellv. Stabschefs für Pläne und Operationen im Washingtoner Hauptquartier. Von 1995 bis 1997 war Schwartz Kommandeur des 16th Special Operations Wing auf Hurlburt Field, Florida und wurde 1996 zum Brigadier General befördert. Danach wurde er Kommandeur des Special Operations Command Pacific, der Sondereinsatzkomponente des US Pacific Command, im Camp H.M. Smith auf Hawaii. Von 1998 bis 2000 war er Direktor für Strategische Planung in Hauptquartier der US Air Force, wurde 1999 zum Major General befördert und war von 2000, bereits zum Lieutenant General befördert, bis 2002 Kommandeur des Alaska-Kommandos der NORAD-Region Alaska und der 11. Luftflotte auf der Elmendorf Air Force Base, Alaska.
Von Oktober 2002 bis 2004 war er Direktor für Operationen im Joint Staff unter dem Vorsitzenden der Joint Chiefs of Staff in Washington (D.C.). Danach kommandierte er als Direktor bis 2005 den Joint Staff, bevor er am 22. September 2005 das Kommando über das US Transportation Command auf der Scott Air Force Base in Illinois übernahm und im Oktober zum General befördert wurde.

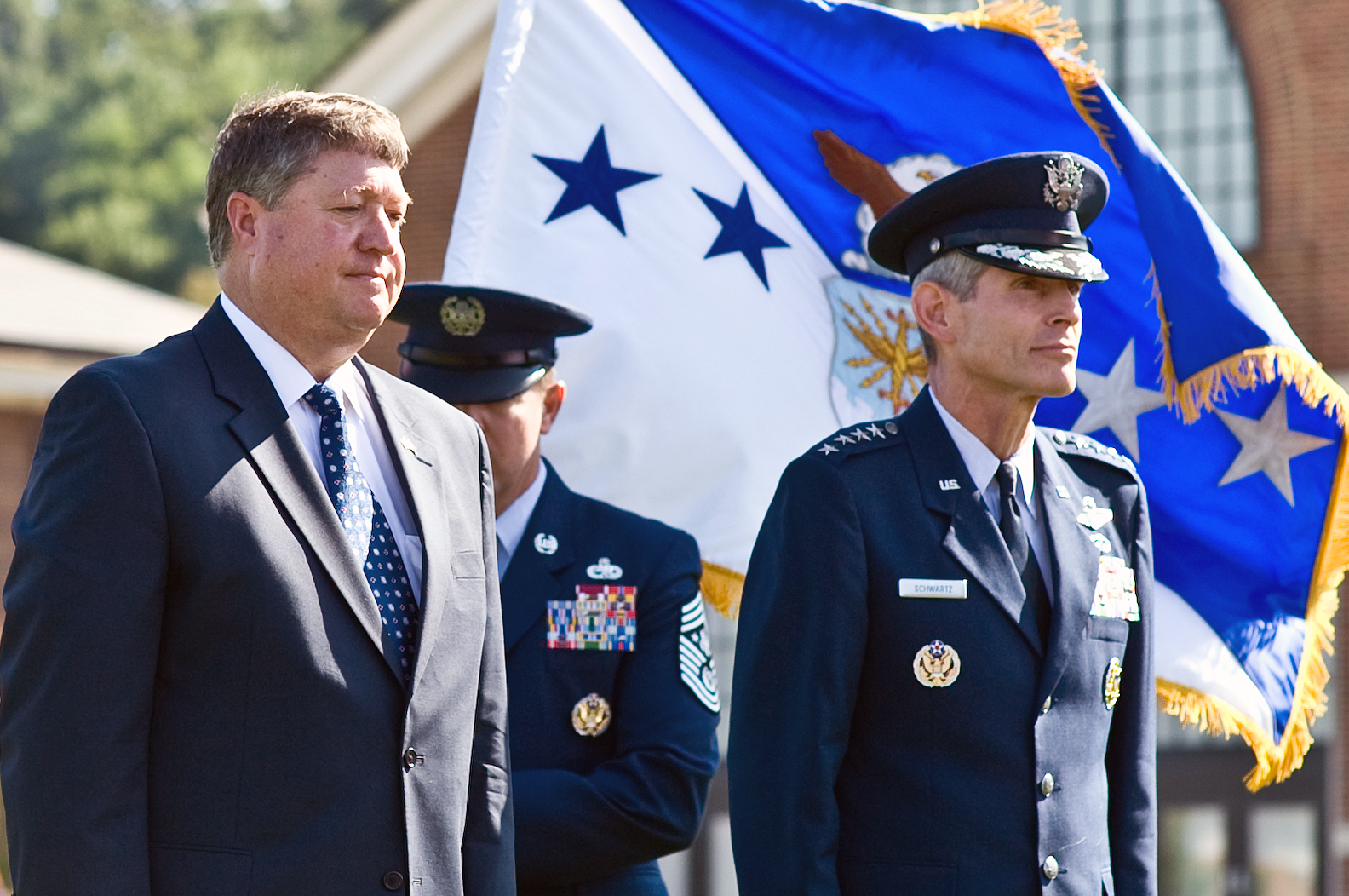
Schwartz mit dem Secretary of the Air Force Michael B. Donley, 2008.

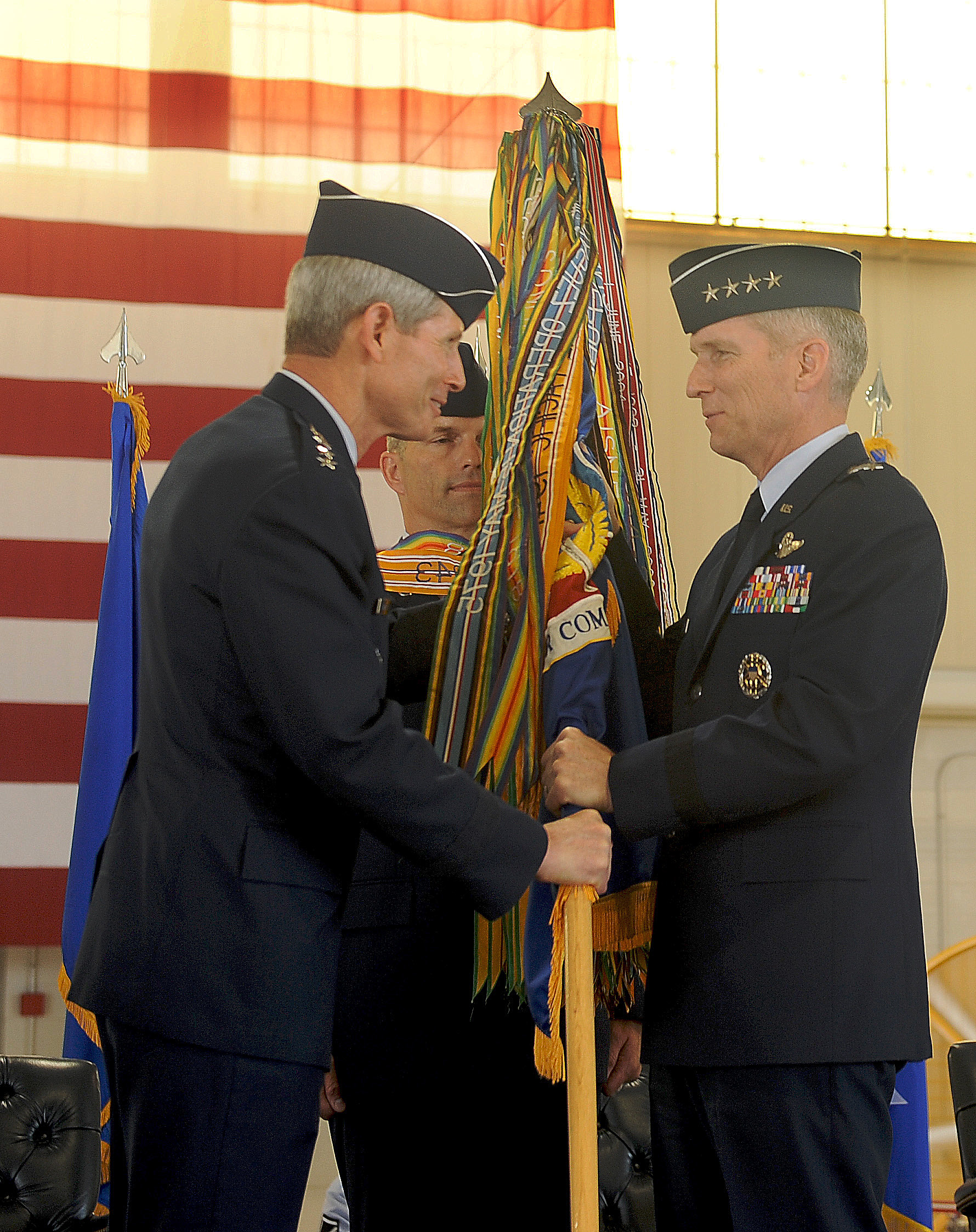
General Norton A. Schwartz (links) mit General Gilmary M. Hostage (rechts) während der Air-Combat-Command-Kommandoübergabe am 13. September 2011

Am 9. Juni 2008 wurde Schwartz für den Posten des Chief of Staff of the Air Force (CSAF) nominiert und am 1. August vom US-Senat bestätigt. Am 12. August 2008 übernahm er dann den Posten des CSAF, den er bis zum 10. August 2012 innehatte. Sein Nachfolger wurde General Mark A. Welsh.

## Auszeichnungen
Auswahl der Dekorationen, sortiert in Anlehnung der Order of Precedence of Military Awards:
- Defense Distinguished Service Medal (4 ×)
- Air Force Distinguished Service Medal (2 ×)
- Defense Superior Service Medal (2 ×)
- Legion of Merit (3 ×)
- Defense Meritorious Service Medal
- Meritorious Service Medal (3 ×)
- Air Force Commendation Medal (2 ×)
- Army Commendation Medal
- National Defense Service Medal (3 ×)
- Southwest Asia Service Medal (3 ×)
- Global War on Terrorism Service Medal

## Äußerungen
Am 22. Juli 2008 äußerte Schwartz bei einer Anhörung im US-Senat, dass die Verwirklichung der in der russischen Zeitung Iswestija genannten Pläne Russlands, als Reaktion auf das NATO-Raketenabwehrprogramm in Europa, auch Langstreckenbomber vom Typ Tu-160 und Tu-95MC in Kuba zwischenzulanden, für die USA der Übertritt einer roten Linie bedeuten würde.